# Стэнбери, Генри
Генри Стэнбери (англ. Henry Stanbery; 20 февраля 1803, г. Нью-Йорк, США, — 26 июня 1881, г. Нью-Йорк, США) — американский юрист из штата Огайо, США. Занимал пост генерального прокурора штата Огайо в период с 1846 по 1851 год. В 1866 году был назначен 28-м генеральным прокурором Соединённых Штатов Америки.

## Ранняя жизнь
Генри Стэнбери родился в Нью-Йорке 20 февраля 1803 года в семье Джонаса Стэнбери, врача и земельного спекулянта и его второй жены Энн Люси (Маккриди) Симан Стэнбери. В 1814 году семья переехала в Зейнсвилл, штат Огайо. В этот период Стэнбери показал себя не по годам развитым учеником, посещая специальную частную школу. В возрасте 12 лет он начал посещать Вашингтонский колледж в Вашингтоне, штат Пенсильвания (ныне Вашингтонский колледж и Джефферсон), где он был членом Союза литературных обществ.

## Карьера
После окончания колледжа в 1819 году, Стэнбери изучал право в Зейнсвилле сначала с адвокатом Эбенезером Грейнджером, а после 
В 1846 году Генеральная ассамблея Огайо избрала Стэнбери Генеральным прокурором Огайо. Он стал первым человеком, занявшим этот пост. После этого он переехал из своего дома в Ланкастере в столицу штата Колумбус, чтобы приступить к своим новым обязанностям. На новой должности, Стэнбери тратил много времени и сил на определение своих обязанностей и ответственности и организацию своего персонала. Его работа включала создание системы отслеживания дел и единого формата отчетов о преступлениях для окружных прокуроров, а также успешную кампанию лоббирования с целью получения полномочий для ведения переговоров с частными лицами и корпорациями, которые были в долгу перед государством. Получив эту власть в 1848 году, Стэнбери ликвидировал накопившиеся судебные иски и дела, заключив соглашения о частичной оплате исков и различных компенсационных выплатах.
В период с 1850 года по 1851 год он был избран делегатом конституционного съезда штата. В 1853 году он переехал в Цинциннати, а в 1857 году он переехал через реку Огайо в Форт-Томас, штат Кентукки, где ему принадлежал элегантный особняк на вершине холма «Хайлендс» .
В 1866 году президент Эндрю Джонсон выдвинул Стэнбери на должность судьи в Верховный суд США. Республиканцы, которые контролировали Конгресс в тот момент, были в разногласиях с Джонсоном по поводу восстановления после Гражданской войны и вместо того, чтобы подтвердить кандидатуру Стэнбери, они приняли закон, уменьшающий численность суда. Затем Эндрю Джонсон принял решение о выдвижении Генри Стэнбери на пост генерального прокурора США.
Стэнбери оказался лояльным подчинённым Джонсона, даже несмотря на то, что Джонсон потерял политическую поддержку во время своей борьбы с Конгрессом за реконструкцию.
Когда Конгресс перешёл к импичменту Джонсону в результате спора о реконструкции, Стэнбери ушёл в отставку с поста генерального прокурора 12 марта 1868 года и присоединился к его команде защиты. Болезнь ограничила участие Стэнбери в суде Джонсона, но он высказал несколько мнений и пояснений в письменной форме, чтобы помочь адвокатам Джонсона процессе. В результате Джонсон был оправдан, Стэнбери вернулся в команду и принял участие в нескольких празднованиях в поддержку Джонсона.
После суда Джонсон повторно выдвинул кандидатуру Стэнбери на пост генерального прокурора США, но Сенат США отказался утвердить его. Затем Стэнбери вернулся в Огайо, чтобы возобновить юридическую практику.
Стэнбери вернулся в район Цинциннати, где он возобновил юридическую практику и был президентом городской коллегии адвокатов в период с 1873 по 1876 год. Время от времени он писал статьи по политическим и юридическим вопросам, а также читал лекции и выступал на публике.

## Смерть
В последние годы жизни у Стэнбери ухудшилось зрение из-за катаракты. В связи с этим он и его жена переехали в Нью-Йорк, чтобы пройти курс лечения. Он перенёс операцию по удалению катаракты, но его зрение продолжало ухудшаться. В итоге последние шесть месяцев своей жизни он был слепым, но продолжал жить в Нью-Йорке в поисках лечения. Стэнбери умер 26 июня 1881 года во время поездки на карете в Центральном парке в результате приступа, связанного с бронхитом. Он похоронен на кладбище Спринг-Гроув в Цинциннати.

## Семья
В 1829 году Стэнбери женился на Фрэнсис Э. Бичер из Ланкастера, дочери Филимона Бичера, члена палата представителей США от штата Огайо. В браке у них родилось пятеро детей./